# Movimento do design inteligente
O design inteligente ou Tedeísmo é um movimento de natureza filosófica e de implicações religiosas, que clama por amplas mudanças sociais, acadêmicas e políticas, derivadas a partir de conceitos do desenho inteligente. Entre suas principais atividades, estão a campanha para promover a conscientização pública desse conceito, o lobbying sobre legisladores para incluírem seu ensino em aulas de ciência do ensino médio do sistema público e ações legais, sejam para defenderem tal magistério ou para removerem barreiras que o impeçam. O movimento surgiu a partir de grupos anteriores dentro dos Estados Unidos, como o movimento fundamentalista cristão e o movimento evangélico da ciência criacionista e é liderado por um pequeno número de defensores.
O principal objetivo do movimento do design inteligente é "derrotar o materialismo científico e seus destrutivos legados morais, culturais e políticos". Seus defensores acreditam que a sociedade sofreu "consequências culturais devastadoras" ao adotar o materialismo e que a ciência é a causa da decadência do materialismo porque busca somente explicações naturais. Eles defendem que a teoria da evolução implica que os humanos não possuem uma natureza espiritual, nenhum propósito moral e nenhum significado intrínseco. Os integrantes do movimento buscam "destruir [a] visão de mundo materialista" representada pela teoria da evolução em favor de "uma ciência consoante com convicções cristãs e teístas".
Para alcançar seu objetivo de derrotar a visão de mundo materialista, defensores do design inteligente realizam duas abordagens de longo prazo. Ao lado da promoção do design inteligente, eles também buscam ensinar a controvérsia; descreditando a evolução, ao enfatizar o que eles consideram como falhas na teoria da evolução, ou divergências dentro da comunidade científica; e encorajam professores e estudantes a explorar alternativas alegadamente não-científicas à evolução, ou a analisar criticamente a evolução e a controvérsia ao redor de seu ensino.
Entretanto, a maior sociedade científica geral do mundo, a Associação Americana para o Avanço da Ciência, declarou que "não existe controvérsia significativa dentro da comunidade científica sobre a validade da evolução" e que "[a] evolução é dos princípios mais robustos e amplamente aceitos da ciência moderna". A decisão do julgamento de Dover, Kitzmiller v. Dover Area School District, na qual as alegações dos defensores do design inteligente foram consideradas por uma corte dos Estados Unidos da América, afirmou que "[a] evolução, incluindo a descendência comum e a seleção natural, é 'amplamente aceita' pela comunidade científica".
O Discovery Institute é um think tank cristão conservador que lidera o movimento do design inteligente. O Centro para Ciência e Cultura (CSC, em inglês) do instituto conta com a maioria dos principais defensores do design entre seus membros, notavelmente Phillip E. Johnson, que atua como seu assessor de programa. Johnson é o arquiteto das estratégias-chaves do movimento, a estratégia da cunha e a campanha Ensine a Controvérsia.
Os principais defensores do Discovery Institute representam o design inteligente como uma teoria científica revolucionária. A maioria esmagadora da comunidade científica, representada, por exemplo, pela Associação Americana para o Avanço da Ciência, a Academia Nacional de Ciências e praticamente todas as organizações científicas profissionais firmemente rejeitam essas alegações e insistem em que o design inteligente não é uma ciência válida, apontando que seus defensores falharam em realizar verdadeiros programas de pesquisa científica. Essas declarações levaram críticos do movimento a afirmarem que o design inteligente é meramente uma campanha de relações públicas e uma campanha política.